# 구글 캐스트
구글 캐스트(Google Cast)는 인터넷 스트리밍 오디오/비디오 콘텐츠를 호환 소비자 기기에서 재생할 수 있도록 구글이 개발한 사유 프로토콜이다. 이 프로토콜은 디지털 미디어 플레이어, 고선명 텔레비전, 그리고 모바일 장치, 개인용 컴퓨터, 스마트 스피커를 사용하는 홈 오디오 시스템의 콘텐츠를 초기화하고 재생을 제어하기 위해 사용된다. 이 프로토콜은 2013년 7월 24일 구글의 1세대 크롬캐스트 플레이어를 지원하기 위해 처음 런칭되었다. 구글 캐스트 SDK는 2014년 2월 3일 출시되었으며 이로써 타사 기업들이 자신들의 소프트웨어를 수정하여 이 프로토콜을 지원시킬 수 있게 되었다. 구글에 따르면 20,000개 이상의 구글 캐스트 레디 앱들이 2015년 5월 이용이 가능했다. 구글 캐스트 지원은 그 이후로 넥서스 플레이어, 기타 안드로이드 TV 장치(텔레비전 등), 사운드바, 스피커, 이후 크롬캐스트 모델 등 차기 장치들에 연동되었다. 프로토콜을 네이티브로 지원하는 소비자 기기들은 크롬캐스트 내장(Chromecast built-in)이라는 문구로 마케팅되었다. 2017년 10월 기준으로 5500만 대 이상의 크롬캐스트와 크롬캐스트 내장 기기들이 판매되었다.

## 호환 기기
- 크롬캐스트
  - 1세대 (비디오)
  - 2세대 (비디오)
  - 3세대 (비디오)
  - 크롬캐스트 오디오 (오디오)
  - 크롬캐스트 울트라 (비디오)
  - Chromecast with Google TV (비디오)
- 안드로이드 TV 장치
  - 넥서스 플레이어
  - 엔비디아 실드
  - 샤오미 Mi 박스
  - 비지오 텔레비전
  - 샤프 텔레비전
  - 소니 텔레비전
  - 도시바 텔레비전
  - 필립스 텔레비전
  - 폴라로이드 텔레비전
  - 스카이워스 텔레비전
  - Soniq 텔레비전

- 사운드바 및 스피커[5]
  - 구글 네스트 (과거 명칭: 구글 홈)
  - 비지오
  - 소니
  - LG
  - 필립스
  - B&O 플레이
  - Grundig
  - Polk Audio
  - 뱅 앤 올룹슨
  - Raumfeld
  - Brookstone
  - NAD
  - 온쿄
  - Integra
  - Pioneer
  - Riva Wand
  - Grace Digital
  - Jensen
  - JBL

## 같이 보기
- 에어플레이 (애플)
- Discovery and Launch (넷플릭스 앱에 사용)
- WiDi
- 미라캐스트
- DLNA (Digital Living Network Alliance)